# 1103 Секвоя
1103 Секво́я (1103 Sequoia) — астероїд головного поясу, відкритий 9 листопада 1928 року. Названо на честь національного парку Секвоя (англ. Sequoia National Park) в США.
Тіссеранів параметр щодо Юпітера — 3,846.